# Сунчева пирамида
Сунчева пирамида је назив за највећи грађевински објекат древног мексичког града Теотивакан, или једну од највећих у Мезоамерици. Налази се дуж Авеније мртвих, између Месечеве пирамиде и Сиудадела, у сенци планине Серо Гордо.
Дугачка је 225 м, а широка 75 м, док је висока 75 м, и сматра се трећом највећом пирамидом на свету. Изграђена је у 2. веку, а претпоставља се да се на њеном врху налазио храм који је касније уништен, било због ерозије или вандализма. Име Пирамида Сунца дали су јој Астеци.

## Историја
Назив Сунчева пирамида потиче од Астека, који су посетили град Теотивакан вековима након што је био напуштен; име које су пирамиди дао Теотивакански народ је непознато. Објекат је изграђен је у две фазе. Прва фаза изградње, око 200. године, довела је пирамиду до њене приближне садашње величине. Други круг изградње резултирао је њеном довршеном величином од 225 m (738 ft) ширине и 75 m (246 ft) висине, што је чини трећом највећом пирамидом на свету, мада је још увек нешто виша од половине висине Велике Пирамида у Гизи (146 метара). У другој фази је такође изграђен олтар на врху пирамиде који није преживео до модерног доба.
Преко грађевине, древни Теотивакани су завршили своју пирамиду кречним малтером увезеним из околних подручја, на коме су сликали фреске сјајних боја. Иако је пирамида трајала вековима, боја и гипс нису више нису видљиви. Главе и шапе јагуара, звезде и змије звечарке су међу ретким сликама повезаним са пирамидама.
Сматра се да је пирамида одавала почаст божанству унутар Теотиваканског друштва. Међутим, постоји мало доказа који подржавају ову хипотезу. Уништавање храма на врху пирамиде, намерним и природним силама пре археолошког проучавања локалитета, до сада је спречило идентификацију пирамиде са било којим одређеним божанством.

## Димензије структуре, локација и оријентација
| Димензија          | Вредност |
| ------------------ | --- |
| Висина             | 71,17 метара или 233,5 стопа                                                                                      |
| Површина базе      | 794,79 квадратних метара или 8.555,0 квадратних стопа                                                             |
| Страна             | 223,48 метара или 733,2 стопа                                                                                     |
| 1/2 стране         | 111,74 метара или 366,6 стопа                                                                                     |
| Угао нагиба        | 32,494 степени |
| Латерална површина | 59.213,68 квадратних метара или 637.370,7 квадратних стопа (претпоставља савршену квадратну основу и глатка лица) |
| Запремина          | 1.184.828ц31 кубних метара или 41.841.817 кубних стопа (претпоставља савршену квадратну основу и глатка лица)     |

Пирамида је саграђена на пажљиво одабраном месту, одакле ју је било могуће поравнати како са проминентним Серо Гордом на северу, тако и у нормалним правцима, до места изласка и заласка сунца одређених датума, забележених низом архитектонских оријентација у Мезоамерици. Читав централни део урбане мреже Теотивакана, укључујући Авенију мртвих, репродукује оријентацију Пирамиде Сунца, док јужни део показује нешто другачију оријентацију, коју диктира Сиудадела.
Пирамида је саграђена преко вештачког тунела који је водио до „пећине” која се налази шест метара ниже испод центра грађевине. Првобитно се веровало да је ово природно формирана цев лаве и протумачено је као могућа локација Чикомостоса, место људског порекла према Нахуа легендама. Новија ископавања сугеришу да је тај простор створио човек и да је могао да служи као краљевска гробница. Недавно су научници користили мионске детекторе да би пронашли друге коморе у унутрашњости пирамиде, али је значајна пљачка спречила откривање функције комора у Теотиваканском друштву.

## Пронађени артефакти
У пирамиди и око ње пронађено је само неколико склоништа са артефакатима. Опсидијански врхови стрела и људске фигурице откривени су унутар пирамиде, а слични предмети пронађени су у оближњој Месечевој пирамиди и Пирамиди пернате змије у Сиудадели. Ови предмети су можда представљали жртвена даривања. Јединствени историјски артефакт откривен крај подножја пирамиде крајем деветнаестог века био је Теотивакански оцелот, који се сада налази у колекцији Британског музеја. Поред тога, у ископинама на угловима пирамиде пронађена су и места сахрањивања деце. Верује се да су ова сахрањивања биле део жртвеног ритуала посвећивања зграде пирамиде.